# Zolotaja Niva
Zolotaja Niva (in russo:Золотая нива) è uno dei capolinea della Linea Dzeržinskaja, nota come la linea 2 della Metropolitana di Novosibirsk. La stazione è stata inaugurata il 7 ottobre 2010(ripetura il 9 febbraio 2011). La stazione è  rimasta chiusa nel 2010 per un periodo di 30 giorni a partire dal 26 ottobre.